# Кірха апостола Івана
Кірха апостола Івана — протестантська кірха у селі Зміївка Бериславського району Херсонської області.

## Історія
Першу дерев'яну церкву було збудовано за сприяння князя Потьомкіна в 1787 р. На її місці у 1886 р. звели кам'яну кірху апостола Іван на кошти зібрані у Швеції та Фінляндії. В її інтер'єрі поєднано православні та протестантські реліквії. У 1929 р. церкву закрили у зв'язку з боротьбою із релігією. Цього ж року близько 800 переселенців, повертаючись до Швеції, забрали з кірхи все, що могли, аби не залишати церковні святині на наругу. В одному зі шведських міст навіть побудували капличку на згадку про Україну, де й досі діють дзвони Зміївської церкви. Щороку першого серпня, у річницю повернення шведів із України, б'ють вони на згадку про зміївців.
У 1951 р. кірху перетворили спершу на клуб, їдальню, а згодом — склад мінеральних добрив. Лише у 1988 р. мешканці села отримали від влади дозвіл на створення у селі православної громади і вибороли у користування будівлю колишньої кірхи. Допомагали відбудовувати церкву також лютеранські пастори зі Швеції, за умови відродження шведської лютеранської громади у селі.

## Сучасність
Тепер кірха перебуває у спільному користуванні православної і шведської лютеранської громади. І таке сусідство, як не дивно, нікого не ображає. Нині це православна Михайлівська церква.
На території кірхи збудовано Пам'ятний знак репресованим шведам і німцям, які переслідувалися радянською владою у 1937—1938 роки, а також Пам'ятний знак з нагоди річниці заснування та заселення с. Зміївка шведськими колоністами.
Шведська лютеранська громада Зміївки налічує близько 15-20 осіб. Це переважно ті, хто не схотів свого часу залишати Україну, або повернулись сюди у 1931—1933 рр. зі Швеції.

## Російське вторгнення в Україну (з 2022)
Під час російської окупації села Зміївка Кірха постраждала, по словам старости Зміївки Миколи Курівчака, російські військові перетворили її на власну їдальню, а згодом на склад боєприпасів.

## Галерея

Кірха у Старошведському. Знимка 1929 року
Останнє богослужіння перед від'їздом до Швеції у 1929